# Elmenhorst (Lauenburg)
Elmenhorst település Németországban, Schleswig-Holstein tartományban. Lakosainak száma 844 fő (2023. december 31.).

## Népesség
A település népességének változása:
| Lakosok száma | 839  | 889  | 852  | 897  | 861  | 855  | 844  |
|               | 1975 | 2014 | 2017 | 2019 | 2021 | 2022 | 2023 |